# Oleksandr Usyk
Oleksandr Oleksandrovytsj Usyk (ukrainsk: Олександр Олександрович Усик; født 17. januar 1987) er en ukrainsk bokser. Usyk er pr. januar 2022 indehaver af verdensmesterskabet i sværvægt som anerkendt af bokseorganisationerne WBA (Super-WBA), WBO, IBF og IBO; titler som han vandt, da han besejrede Anthony Joshua i september 2021. Han var fra 2018 til 2019 anerkendt som eneste verdensmester i cruiservægt, hvor han var indehaver af titlerne som anerkendt af de fire store bokseforbund.
Som amatør vandt han OL-guld ved OL i 2012 i London.

## Opvækst
Usyk blev født i Simferopol, Krim oblast. Indtil 15-årsalderen spillede han fodbold og trænede ved SC Tavriya Simferopol, en sportsskole, specialiseret i olympiske mesterskaber (klubfodboldsakademi). I 2002 skiftede Usyk over til boksning.
Han har en uddannelse fra universitet i Lviv.

## Amatørkarriere
Ved 2006 European Championships vandt han sine tre første kampe mod relativt ukendte modstandere og blev udklasseret af den russiske stjerne Matvey Korobov.
Han gik derefter op i letsværvægt og vandt Strandja Cup i 2008.
I februar 2008 gik han yderligere en vægtklasse op og blev sendt til OL-kvalifikation i Roseto degli Abruzzi, hvor han erstattede den europæiske mester, Denys Poyatsyka. Der besejrede han verdensklassenavnene Azeri Elchin Alizade og Daniel Price.
I Beijing slog han let det lokale verdensklassehåb Yushan Nijiati (23:4) men løb ind i verdensmesteren Clemente Russo og tabte på point (4:7).
Han gik ned i letsværvægt igen og blev europæisk mester i 2008, men gik senere op i vægt igen.
Ved 2011 World Amateur Boxing Championships slog han Artur Beterbiev and Teymur Mammadov og vandt sværvægts-titlen og kvalificerede sig til OL.
Ved OL 2012 i London, vandt Usyk guld ved at slå Artur Beterbiev, Tervel Pulev og Italiens Clemente Russo, hvor han vandt med 6-3 i 3. omgang

## Professionel karriere

### Tidlige karriere
Usyk blev professionel i slutningen af 2013 og underskrev en kontrakt med Klitschko-brødrenes K2 Promotions, hvor han boksede i Cruiservægt-klassen.
Den 9. november 2013 fik Usyk sin professionelle debut ved at besejre den mexicanske kæmper, Felipe Romero, med et knockout i 5. omgang. Den efterfølgende måned stoppede han 38-årige Epifanio Mendoza i 4. omgang. I sin 3. professionelle kamp i april 2014 fik Usyk sin debut i Tyskland til undercardet på Klitschko-Leapai i König Pilsener Arena ved at besejre Ben Nsafoah via knockout i 3. omgang. En måned senere vendte Usyk hjem og knockoutede Cesar David Crenz i 4. omgang, efter han havde slået ham ned i 3.

### Op ad rangstierne
Usyk vandt sin første titel den 4. oktober 2014 ved at slå sydafrikanske Daniel Bruwer via en 7. omgangs teknisk knockout om WBO Inter-kontinentale cruiservægttitel. Usyk forsvarede titlen 2 måneder senere ved at stoppe 35-årige Danie Venter i 9. omgang Usyk var foran på alle 3 dommeres scorekort da kampen blev stoppet.
Usyk forsvarede yderligere titlen i april 2015 mod tidligere russiske cruiservægt-mester Andrey Knyazev (11-1, 6 KOs) i Kyiv. Efter 7 ensidige omgange stoppede kampleder Mickey Vann endeligt kampen i 8. omgang efter at have vurderet at Knyazev havde taget imod nok slag. Denne sejre førte Usyk i kurs mod en WBO-titelkamp mod den daværende mester Marco Huck.
I august 2015 besejrede Usyk den tidligere sydafrikanske letsværvægts-mester Johnny Muller via teknisk knockout i 3. omgang ved Sport Palace i Kyiv, hvor Usyk styrede kampen med sit jab. Usyk slog Muller ned to gange i 3. omgang, og selvom Muller protesterede, vinkede kamplederen kampen af med et sekund af omgangen tilbage.
Usyk forsvarede titlen for sidste gang mod den ukendte cubanske bokser, Pedro Rodriguez, i en planlagt 12-omganges-kamp den 12. december ved Sport Palace. Usyk vandt kampen, hvor han fik sin 9 knockoutsejr i træk ved først at slå Rodriguez ned i 6. omgang med en uppercut, før kampen blev stoppet i 7. omgang, hvor han blev slået ned i igen. Denne sejr placerede Usyk på WBO's nummer 1 position med en verdensmesterskabstitel i 2016.

### WBO-crusiervægt-mester

#### Usyk vs. Głowacki
I juni 2016 blev det annonceret, at Usyk ville udfordre ubesejrede polske Krzysztof Głowacki (26-0, 16 KOs) om hans WBO-cruiservægts-mester den 17. september i Ergo Arena i Gdansk. Kampen blev vist direkte på Sky Sports i Storbritannien. Usyk pointbesejrede Głowacki efter en spændende 12-omganges-kamp hvor dommerne scorede den 119-109 117-111 117-111, alle til fordel for Usyk. Sejren endte også Usyks sejrrække af knockouts inden for de første 9 omgange. Usyk dominerede kampen med sit jab og skadede Głowackis øje tidligt i kampen, hvilket førte til at det blødte resten af kampen. Usyk anvendte ligeledes sin dominerende hurtighed på hænderne og benarbejde hvilket hjalp ham i sin sejr.

#### Usyk vs. Mchunu
Usyk annoncerede sin amerikanske debut til Bernard Hopkins vs. Joe Smith Jr-undercardet den 17. december 2016. Kampen ville finde sted på Forum i Inglewood, Californien. Den 11. november annoncerede K2 Promotions, at Usyk ville forsvare sin WBO-titel mod den 28-årige sydafrikanske Thabiso Mchunu (17-2, 11 KOs). Mchunu havde tidligere tabt til Ilunga Makabu via en 11. omgangs knockout selvom han var foran på point. Usyk nedbrød Mchunu og stoppede ham i 9. omgang. Før afgørelsen havde Usyk også haft Mchunu nede i 6. omgang. I 9. omgang var Mchunu i gulvet to gange. Kampen blev stoppet af kampleder Lou Moret efter den anden knockout. Kampen startede langsomt hvor publikum i salen begyndte at buhe, men tempoet blev sat efter de første omgange som Usyk startede med at ramme med sine kombinationer. 
Stopningens officielle tid var 2:53. Før kampen, havde Usyk udtrykt sin længsel efter at møde andre cruiservægtmestre og ligeledes om en kamp mod britiske Anthony Joshua i sværvægt. Kampen generede 560,000 seere på HBO, hvilket var anset som gode tal eftersom det var Usyks HBO debut og på undercardet.

#### Usyk vs. Hunter
K2 Promotions annoncerede at Usyk ville vende tilbage på HBO for at besejre sin cruiservægt-verdensmester-titel i april 2017. Han skulle oprindeligt have bokset på undercardet til Golovkin-Daniel Jacobs HBO PPV i marts i Madison Square Garden, men siden Roman Gonzalez and Carlos Cuadras men blev ændret til at bokse i separate kampe og ikke mod hinanden blev Usyk pillet af programmet.
Den 12. februar annoncerede Usyk at han havde brudt med med langvarige træner James Ali Bashir og erstattet ham med Vasyl Lomachenkos far og træner, Anatoly Lomachenko. Bob Arum annoncerede at Usyk ville blive en del af hovedkampene, inklusive Vasyl Lomachenko i MGM National Harbor in Oxon Hill, Maryland den 8. april, 2017 mod Michael Hunter (12-0, 8 KOs). Usyk vejede ind 199.4 mens Hunter var på 199 pounds. Foran en udsolgt arena på 2,828, hvor størstedelen var ukrainske fans, gik Usyk tiden ud for anden gang i sin karriere og vandt en ensidig enstemmig afgørelse og beholdte sin WBO titel. Hunter styrede uventet de første 3. omgange med sit jab. Det var ikke før 4. omgang Usyk tog kontrol over kampen ved at udnytte sin venstre hvor han ramte godt til kroppen for vinde størstedelen af de resterende runder. Pundits mente at Hunter var heldig i forhold til at gå tiden ud og kampen burde være stoppet af kampleder Bill Clancy i de sidste omgange. I 12. omgang, så det i sidste minut ud til at at Hunter, der tog imod en slagserie, kun stod på benene fordi togene holdt ham oprejst. Kamplederen greb ind og gav Hunter en stårnede tælling og regnede det som et knockdown til Usyk. Alle 3 dommere scorede kampen ensidigt til Usyk med stemmerne 117-110. Selvom det tog ham nogle omgange at komme inde i kampen var, Usyk glad for sin præstation og udfordrede andre titelholdere, "I'm very happy with my performance,. I did what I wanted to do. He took a lot of punches. I thought maybe they would stop the fight (i 12. omgang). I'd love to fight any of the titleholders, any time, any place."
Ifølge CompuBox slagstatistik, ramte Usyk med 321 ud af sine 905 affyrede slag, 36%. Hunter formåede at ramme med 24% sine slag, altså 190 ud 794. The fight drew an average of 679,000 viewers on HBO and peaked at 774,000 viewers.

### World Boxing Super Series
Den 1. juli 2017 annoncerede Usyk endeligt, at han ville tilslutte sig cruiservægterne Mairis Briedis, Murat Gassiev, Yunier Dorticos, Marco Huck og Krzysztof Wlodarczyk 8-mands-turneringen, der ville starte i september 2017. Han sagde: “I feel happy and inspired with the idea of such a tournament. I've been dreaming of putting together all the champs to see who is the strongest and becomes the undisputed king of the division.” Lodtrækningen fandt sted den 8. juli i Monte Carlo. Vinderen af turneringen ville modtage en stor pengegevinst Muhammad Ali-trofæet.

#### Usyk vs. Huck
Ved Draftgallet valgte Usyk - der var den første til at vælge - den tidligere WBO-mester Marco Huck (40-4-1, 27 KOs). Da han blev spurgt, hvorfor valget faldt på Huck, sagde Usyk: “Because of my fans.” Huck, der var ligeså spændt, svarede at Usyk var hans 'wish opponent'. Den 26. juli blev det bekendtgjort, at kampen ville finde sted i Max-Schmeling-Halle i Berlin den 9. september, 2017. Dette var den anden gang Usyk boksede i Tyskland, efter han havde bokset sin 3. professionelle kamp der i april 2014. Det var ligeledes den første kamp i turneringen.
Den 6. september ved det sidste pressemøde før kampen, skubbede Huck, Usyk i deres face-off. I forbindelse med dette kommenterede Huck: “I wanted to show Usyk that he is my hometown and that he should be prepared for the battle of his life on Saturday.” Usyk, der forblev professionel og rolig svarede: “If you want to be a great champion, you have to beat the best and Huck is one of the best. I chose to enter this tournament because it is a path to achieve my dream of unifying all the belts. There’s a prestigious trophy at stake too, the Muhammad Ali Trophy. We were born on the same day and I admire Ali because he is the biggest role model in boxing and I will thank God if I win a trophy with his name on it.” As he was leaving the building, Usyk claimed he would 'bury' Huck.
På kampaftenen, brugte Usyk sit benarbejde og kombinationer, der førte ham til en TKO-sejr. I 8. omgang, snublede Usyk på Hucks fødder og Huck mistede et point på dommersedlerne da han han slog Usyk mens han var nede. Usyk fortsatte med at ramme med sine kombinationer med lidt eller intet modsvar fra Huck, indtil kampleder Robert Byrd stoppede kampen i 10. omgang. Med denne sejr avancerede Usyk til semifinalerne i Super Series og står til at møde vinderen af Mairis Briedis-Mike Perez-kampen.